# Masahiko Tsugawa
Masahiko Tsugawa (津川 雅彦 Tsugawa Masahiko?), nacido como Masahiko Katō (加藤 雅 彦 Katō Masahiko?) (Kioto, 2 de enero de 1940 - Tokio, 4 de agosto de 2018), fue un actor y director japonés.

## Carrera
Después de actuar como un niño, hizo su gran debut a la edad de 16 años en la película de Kō Nakahira Kurutta kajitsu en 1956. La familia de Tsugawa estuvo muy involucrada en la industria del cine desde antes de su nacimiento. Tsugawa asistió a la escuela hasta que abandonó la Escuela de Graduados de la Universidad de Waseda para seguir actuando solo. 
Poco a poco fue ganando popularidad y apareció en películas como Otoko wa tsurai yo: Watashi no tora-san y Godzilla, Mothra, King Ghidorah: Daikaijū Sōkōgeki. Finalmente fue adoptado como uno de los actores favoritos del director Juzo Itami y apareció en casi todas sus películas desde Tampopo. 
En televisión, Tsugawa interpretó a Tokugawa Ieyasu cinco veces. Interpretó a Ieyasu en el Aoi Tokugawa Sandai de 2000 y se convirtió en el actor de mayor edad que desempeñó un papel principal en el drama de Taiga  
Tsugawa debutó como director bajo el seudónimo Makino Masahiko con su película Nezu no Ban. Él eligió este nombre porque es el sobrino del director japonés Masahiro Makino, el hermano de su madre. La leyenda dice que Tsugawa estaba tan impresionado por el director mientras lo miraba en el trabajo cuando era niño que le preguntó si podía usar a Makino como su apellido si alguna vez fuera director, debido a las similitudes de los nombres. 
Tsugawa proviene de una ilustre familia cinematográfica. Su hermano mayor, Hiroyuki Nagato, era actor. Su esposa Yukiji Asaoka era actriz. Su abuelo es el director Shōzō Makino, su padre, Kunitarō Sawamura, y su madre, Tomoko Makino, fueron ambos actores. Su tía y tío a través de su padre son los actores Sadako Sawamura y Daisuke Katō. 
Tsugawa murió el 4 de agosto de 2018 debido a insuficiencia cardíaca. Tenía 78 años. 

## Filmografía

### Director
- Nezu no Ban (2005)
- Asahiyama dôbutsuen: Penguin ga sora o tobu (2009)

### Actor
- El intendente Sansho (1954) - Zushiō como niño
- Kurutta kajitsu (1956)
- Sekishunchô (1959)
- Nihon no Yoru to Kiri (1960)
- Taiyô no hakaba  (1960)
- Rokudenashi (1960)
- Amai yoru no hate (1961)
- Yopparai tengoku (1961)
- Kyûba no koibito (1969)
- Otoko wa tsurai yo: Watashi no tora-san (1973)
- Jidaiya no nyōbo (1984)
- Osōshiki (1984)
- Tampopo (1985)
- Hitohira no yuki (1985)
- A Taxing Woman (1987) - Hanamura
- A Taxing Woman 2 (1988) - Hanamura
- Ageman (1990)
- Ten to chi to (1990) - Takeda Shingen
- Minbo no Onna (1992)
- Bokuto kidan (1992)
- Daibyonin (1993)
- Chushingura Gaiden: Yotsuya Kaidan (1994) - Ōishi Kuranosuke
- Gogo no Yuigon-jo (1995)
- Sūper no onna (1996) - Goro
- Hissatsu! Mondo Shisu (1996)
- Marutai no Onna (1997)
- Pride: Unmei no Toki (1998) - Primer ministro Hideki Tojo
- Salaryman Kintaro (1999)
- Gamera 3: Jyashin Iris Kakusei (1999)
- Godzilla, Mothra, King Ghidorah: Daikaijū Sōkōgeki (2001)
- The Man in White (2003)
- The Man in White Part 2: Requiem for the Lion (2003)
- The Uchōten Hotel (2006)
- Death Note (2006) - Jefe de policía Saeki
- Kaidan (2007)
- Aoki Ōkami: Chi Hate Umi Tsukiru Made (2007)
- Aibō (2008)
- Ichimai no hagaki (2011)
- Strawberry Night (2013)
- 0.5 mm (2014)
- Maiko wa Lady (2014)
- El niño y la bestia (2015) - Sōshi (voz)
- Solomon no gishō (2015)
- Gosaigyō no Onna (2016) - Kōzō Nakase
- Ikitoshi Ikerumono (2017) - narrador

### Televisión
- Katsu Kaishū (1974) - Tokugawa Yoshinobu
- Ōgon no Hibi (1978) - Tsuda Sōgyū
- Ōoku (1983) - Tokugawa Tsunayoshi
- Hissastu Hashikakenin (1985) - Ryuuji
- Dokuganryū Masamune (1987) - Tokugawa Ieyasu
- Tokugawa bugeichō: Yagyū sandai no ken (1992) - Tokugawa Ieyasu
- Hachidai Shōgun Yoshimune (1995) - Tokugawa Tsunayoshi
- Ieyasu ga mottomo osoreta otoko, Sanada Yukimura (1998) - Tokugawa Ieyasu
- Aoi Tokugawa Sandai (2000) - Tokugawa Ieyasu
- Chūshingura 1/47 (2001) - Kira Kōzukenosuke
- Shounen wa Tori ni Natta (2001)
- Sengoku Jieitai: Sekigahara no Tatakai (2006) - Tokugawa Ieyasu
- Ultraman Ginga (2013) - Hotsuma Raido
- Akagi (2015) - Iwao Washizu
- Nobunaga Moyu (2016) - Kaisen Joki
- Nemuri Kyoshirō The Final (2018)

## Premios y honores

### Honor
- 2006 Galardonado con la Medalla de Honor con cinta morada de SM el Emperador de Japón
- 2014 Orden del Sol Naciente, Rayos de oro con roseta de SM el Emperador de Japón

### Premios
- 1982 Blue Ribbon Awards al Mejor actor secundario
- 1986 Premios de la Academia Japonesa al Mejor Actor de Reparto por Hitohira no yuki (Nominación)
- 1987 Mainichi Film Award al mejor actor
- 1987 Hochi Film Award al Mejor Actor de Reparto por A Taxing Woman (Nominación)
- 1988 Premios de la Academia Japonesa Mejor Actor por Wakarenu riyu (Nominación)
- 1988 Premios de la Academia Japonesa al Mejor Actor de Reparto por A Taxing Woman[2]
- 1993 Premios de la Academia Japonesa al Mejor Actor por Bokuto kidan (Nominación)
- 1994 Nikkan Sports Film Award al Mejor actor secundario
- 1995 Premios de la Academia Japonesa al Mejor Actor de Reparto por Shudan-sasen (Nominación)
- 1995 Premios de la Academia Japonesa al Mejor Actor por Pride: Unmei no toki (Nominación)
- 2014 Hochi Film Award al Mejor Actor de Reparto del Premio por 0.5 mm (Nominación)